# Міртіда

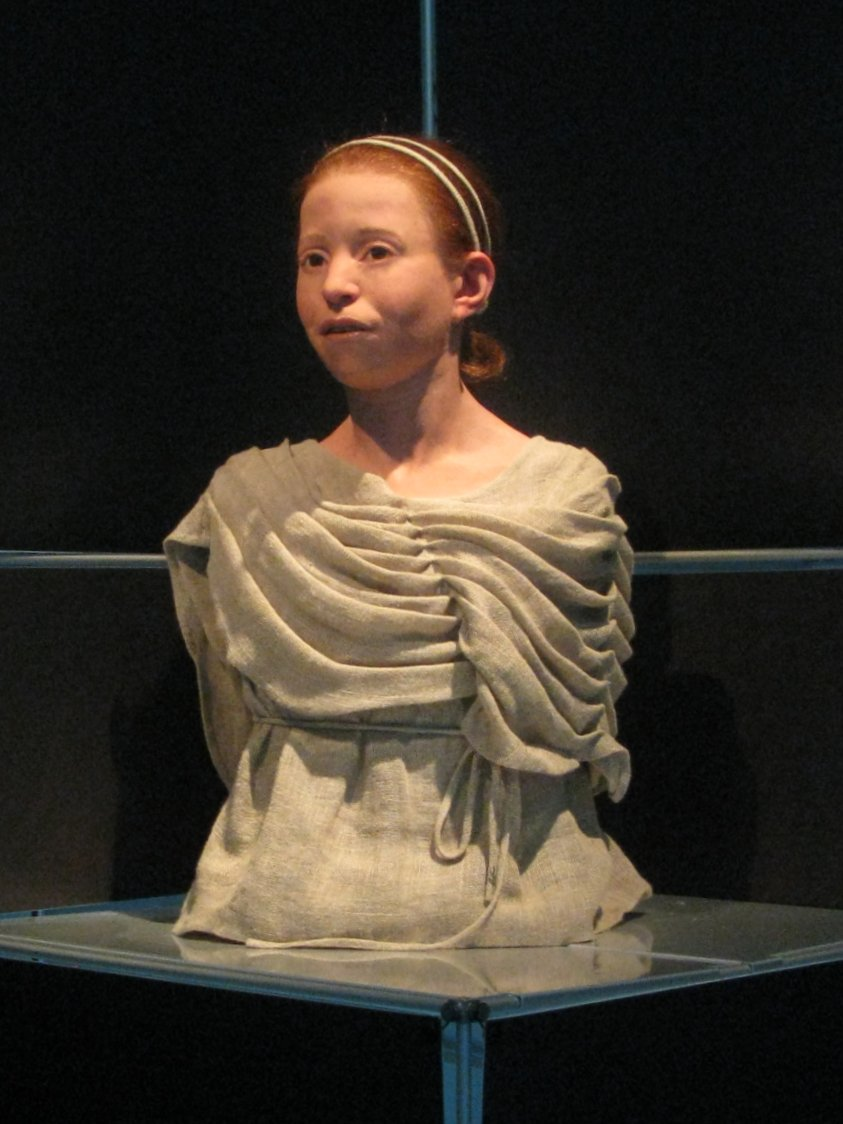
Міртіда, Національний археологічний музей в Афінах

Міртіда (грец. Μύρτις, англ. Myrtis), або Міртіс — ім'я, яким назвали грецькі археологи, останки дівчинки 11 років, що були знайдені в 1995 році під час будівництва станції Афінського метрополітену в районі Керамікос — прадавнього некрополя Афін. Згодом за цими останками було відтворено скульптурне зображення дівчинки.

## Дослідження
Поряд із останками Міртіди грецькі археологи під керівництвом Ефі Базіотопулу-Валавані знайшли ще 150 скелетів. Масовість поховання дозволила встановити, що всі вони стали жертвами голоду наприкінці Пелопоннеської війни в період між 430 та 426 роками до н. е. В результаті аналізів давньої ДНК, проведеного 2006 року, науковцям вдалось встановити, що безпосередньою причиною смерті усіх осіб став черевний тиф, який, як відомо, спричинив смерть афінського державного діяча Перикла та впродовж 4 років ще близько третини населення міста. Це дало підстави дослідникам говорити про першу в історії людства епідемію, чий факт був науково доведений.

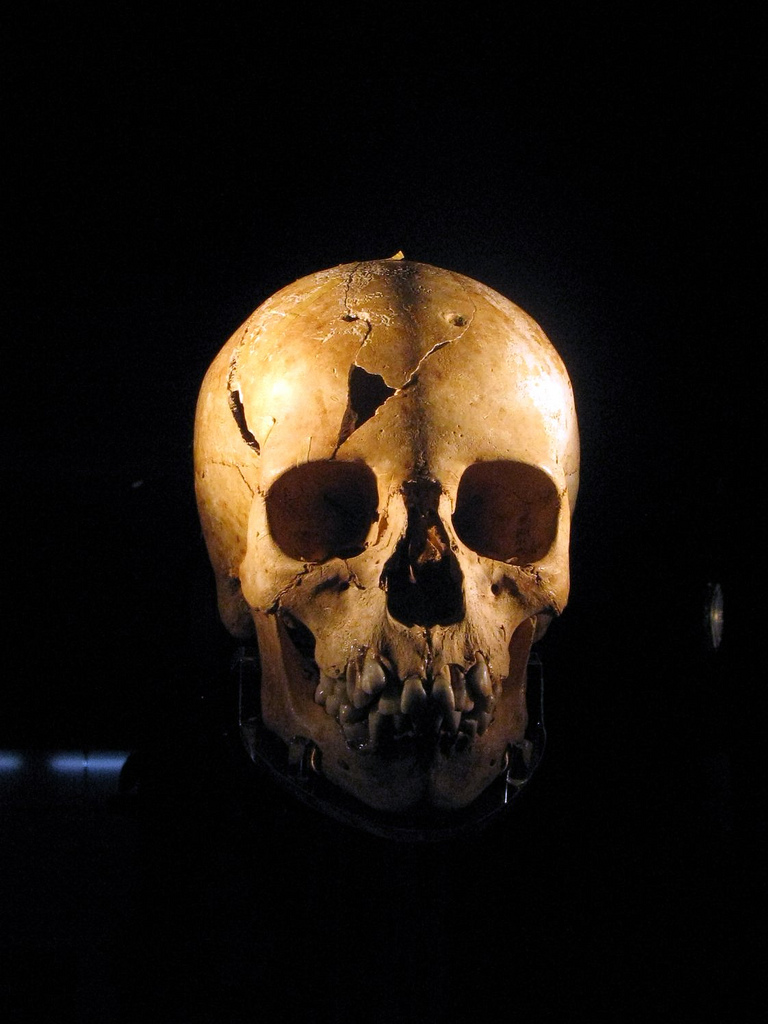
Череп Міртіди

Добре збережені череп та щелепа Міртіди із повним набором зубів визначили вибір її кісних останків для детальнішого дослідження. Крім того науковці володіли унікальною, рідкісною для археологічних розкопок знахідкою — молочним зубом дівчинки. Це дозволило професору ортодонтії Афінського університету Манолісу Папагрігоракісу та його колегам досягти максимально точного результату у відновленні зовнішнього вигляду Міртіди.
На першому етапі під керівництвом рентгенолога Панайотіса Тудаса здійснили сканування томографом для відтворення будови черепної коробки та обличчя. Результати сканування обробили для отримання віртуальної тривимірної моделі. На третьому етапі над створенням реальної моделі працювали співробітники критського Інституту науки і техніки міста Ханья Маравелакіс та Антоніадіс, які на спеціальному апараті створили точну модель черепа Міртіди.
В подальшому цю модель відправили у Швецію, де скульптор Оскар Нільсон впродовж 8 місяців ретельно творив скульптурний образ дівчинки. За допомогою «Манчестерського методу» (названий за Манчестерським університетом, в якому був розроблений, цей метод використовувався для відтворення зовнішності за єгипетськими муміями) Нільсон відтворював окремі деталі обличчя — починаючи від глибоких м'язів обличчя до поверхневих — на голому черепі. Подібну роботу Нільсон вже виконував, зокрема реконструював зовнішність македонського царя Філіппа II.
На завершальному етапі вчені мали визначитись із кольором волосся, брів та вій Міртіди. На це питання точну відповідь міг дати черговий аналіз ДНК, проте через брак коштів вирішили використати світло-каштановий відтінок як найпоширеніший серед стародавніх еллінів. Тканину для одягу дівчинки виготовила із льону за давніми малюнками на ручному верстаті Софія Кокосалакі. Античний спосіб зшивання тканини здійснила Елені Клімоянні.
Результат спільної роботи науковців у багатьох галузях, за твердженням Маноліса Папагрігоракіса, наближений до реальної зовнішності Міртіди на 95 %. 2010 року в Інтернеті стартував проект myrtis.gr[недоступне посилання з червня 2019], на ньому розміщено звернення Міртіди 15 мовами, в якому вона закликає світ об'єднати зусилля у боротьбі із черевним тифом та не допустити нові смерті, які можна і треба відвернути.

## Музеї
Вперше Міртіда була виставлена у Національному археологічному музеї в Афінах, пізніше Музеї Гуландріса, Афінському міжнародному аеропорті «Елефтеріос Венізелос».
15 січня 2011 року Міртіду перевезли в Археологічний музей Салонік. Пізніше вона мандруватиме музеями всього світу. Так, наприкінці березня 2011 року Міртіс перевезли для виставки у Музей природничої історії міста Подгориця, Чорногорія.